# Élections législatives françaises de 1791
L'élection des députés de la Législative qui a lieu entre le 29 août et le 5 septembre 1791 se déroule dans une période agitée par l’émotion qu’ont suscité la fuite du roi et son arrestation à Varennes (20-21 juin), la scission des jacobins (16 juillet), la fusillade du Champ-de-Mars (17 juillet), et enfin la déclaration de Pillnitz (27 août).
Pour le nouveau club des Feuillants il s’agit, par cette première élection en France après la réinstallation de Louis XVI sur le trône et la fusillade du Champ-de-Mars, de pérenniser le régime constitutionnel  afin de fixer ses limites à la Révolution conformément à la Constitution de 1791.

## Événements préalables
La fuite du roi, le 20 juin 1791, sème le trouble au sein de l’Assemblée Constituante et contribue à discréditer la monarchie constitutionnelle aux yeux des patriotes parisiens. Même si les députés suspendent Louis XVI dès le lendemain, dans l’esprit de certains, la République devient un régime possible. La Constituante, qui dans son ensemble reste monarchiste et légaliste, pour faire face à un afflux de pétitions réclamant la déchéance du roi, déclare que Louis XVI a été enlevé et n’est donc pas coupable. Cette prise de position entraîne le dépôt d’une pétition par plus de 6 000 personnes au Champ-de-Mars alors que les modérés s’unissent pour soutenir le roi menacé et prennent prétexte, le 17 juillet 1791, de cette manifestation déclarée contraire à la Constitution pour rétablir l’ordre. Cependant cette reprise en main tourne à une répression sanglante lors de la fusillade du Champ-de-Mars.
Ce premier choc sanglant, qui fait 50 victimes, crée une rupture entre les démocrates révolutionnaires et la bourgeoisie libérale ; c’est le point culminant de plusieurs mois de convulsions sociales et d’agitation révolutionnaire. La veille, les partisans du Roi et de la Constitution se sont séparés des Jacobins et ont décidé de créer leur propre club, rue Saint-Honoré, dans l’ancien couvent des Feuillants dont ils prennent le nom. À la même période, Louis XVI est rétabli sur son trône par les décrets des 15 et 16 juillet 1791 puis, le 13 septembre suivant, accepte la Constitution révisée dont on a renforcé l’exécutif, et prête serment de fidélité le lendemain. Les députés de la Constituante se séparent le 30 septembre 1791, pensant avoir achevé l’union de la royauté et de la bourgeoisie censitaire contre la poussée populaire et la contre-révolution aristocratique. Pour une grande majorité d’entre eux la Révolution est achevée.

## Les élections et la loi
Le système représentatif mis en place par les Constituants pour l’élection de 1791, a pour unique but d’effectuer une sélection de députés qui, au nom de la nation indivisible, se trouvent libres de toute entrave comme de tout contrôle pour exercer la souveraineté ; en fait l’élection n’est qu’une fonction octroyée par la nation à quelques citoyens reconnus aptes à la servir pour légitimer et constituer l’Assemblée des représentants.
La loi, rigoureuse, impose aux électeurs de se rassembler sur convocation, de vérifier les titres d'acceptabilité des citoyens présents, d’élire un bureau puis de procéder aux nominations. Interdiction est faite à ces assemblées de délibérer, de prendre des arrêtés, de compléter leur choix d’instructions ou de mandats obligatoires, de correspondre entre elles et doivent enfin se séparer une fois leur travail accompli. Dès la proclamation des résultats, les élus échappent à leurs électeurs et, quelle que soit la circonscription qui les a élus, tiennent leur autorité de la nation tout entière.
Cette pratique permet aux élections de s’effectuer, comme celles qui suivront, dans un vide politique total c’est-à-dire sans enjeux publiquement débattus ; il n’y a pas plus de compétition publique, opposant des candidats, que de programme et il n’existe aucune candidatures déclarées. Ce vide politique, devenu la règle, entraîne — en marge et en dehors de toute légitimité — la constitution d’un débat sur les soutiens politiques au travers d’organisations illégales. L’absence d’enjeu et de candidatures proclamées — la loi ne reconnaît rien entre l’état et les citoyens pris individuellement — avantagent la prise en main de la machine électorale par ceux qui, mieux placés, peuvent ensuite imposer leurs choix politiques aux divers scrutins et choisir les hommes.[incompréhensible]

## La Constitution de 1791 et le processus électoral
La Constitution de 1791, examinée, reprise sans relâche depuis août 1789 et dont les constituants se sont donné pour but de ne pas se séparer avant de l’avoir achevée, est adoptée le 3 septembre 1791, après plus de deux années d’efforts. L’Assemblée constituante a donné au pays une nouvelle administration, organisé des pouvoirs communaux, des districts où les élections ont élu des hommes plutôt jeunes. Celle-ci offre aux français, qui sont las des troubles, des inquiétudes et des passions, un régime assez favorable à la liberté — assez pour que les partisans de la contre-révolution veuillent la renverser —  même si elle ne leur assure pas la plénitude des Droits de l’homme dans leur intégralité. Le 16 mai 1791, les constituants ont fait décréter qu’aucun de leurs membres ne pourra se représenter à la prochaine législature ; les nouveaux députés sont donc des hommes nouveaux qui auront en charge la mise en œuvre de la nouvelle Constitution.
La loi électorale adoptée par la Constituante le 4 décembre 1789 divise les citoyens en deux catégories : les citoyens « actifs » qui paient des impôts et ont le droit de vote et les citoyens « passifs » qui, n’en payant pas, ne peuvent voter. Le mode de scrutin adopté pour cette première élection en France est le suffrage censitaire à deux degrés :
- Au premier degré les citoyens actifs — qui élisent les électeurs du second degré — doivent être nés, ou devenus français, être  âgés de 25 ans révolus, être domiciliés dans la ville ou dans le canton depuis le temps déterminé par la loi et payer une contribution directe égale à la valeur de trois journées de travail. Les citoyens « actifs » du premier degré représentent 60 à 70 % des hommes de plus de 25 ans[11].
- Au second degré 50 000 électeurs environ sont choisis parmi les plus riches des citoyens « actifs » car il faut en plus, posséder ou louer un bien dont le revenu varie entre cent ou quatre cents journées de travail selon les catégories[12]. Ces derniers  élisent les députés mais aussi les conseillers généraux, les conseillers de districts ainsi que les juges[13]. Les députés peuvent être choisis, sans exception, parmi l’ensemble des citoyens actifs[14].

Les femmes et les domestiques ne peuvent pas voter ou être candidats, ainsi que les citoyens en état d’accusation, de faillite ou d’insolvabilité. Dans ces circonstances, l’exercice du suffrage, quel qu’en soit le régime, « censitaire ou universel », est l’affaire des minorités dont les candidats se disputent les voix.

## Des élections peu mobilisatrices
Michel Vovelle constate qu’il est malaisé d’estimer la participation des Français à la politique pendant la Révolution car les systèmes électoraux diffèrent, l'éducation au suffrage s’effectue péniblement et les sources d’information sont insuffisantes. Néanmoins, et la plupart des historiens sont d’accord aujourd’hui, le nombre de votants qu’élimine le « cens » reste assez faible ; il semble ainsi que dans le monde rural la plupart des citoyens soient des citoyens actifs, inversement aux citoyens des villes où ce ne sont guère plus du tiers des hommes qui peuvent voter. La quantité de citoyens communément admise à se rendre aux urnes est évaluée à près de 4,3 millions, contre 3 millions qui ne le peuvent pas. Toutefois Jacques Godechot met en garde contre ces chiffres qui, d’après lui, n’ont jamais été évalués sérieusement.
Convoquées le 26 juin 1791, les assemblées électorales élisent, pour deux ans, (une législature) — entre le 29 août et le 5 septembre 1791 —  745 représentants de la nation au scrutin uninominal et à la majorité absolue des voix. Peu de citoyens se sont trouvés mobilisés par cette première consultation nationale, alors que celles de 1789 et 1790  ont connu des taux de mobilisation supérieurs à 50 % et parfois près de 80 à 90 %, surtout en milieu rural. Pour ces élections à la Législative le taux d’abstentions est particulièrement important et varie de 60 % à 75 % suivant les régions ; on vote cependant davantage dans les campagnes que dans les villes et à Paris, où le taux demeure assez bas, 10 % des citoyens seulement se rendent aux urnes. Cette abstention élevée marquant un certain désintérêt des citoyens pour les affaires publiques, apparaît pour la première fois au printemps 1791, où les assemblées primaires de juin n’attirent pas la moitié des votants de 1790.
Michel Vovelle tente également d’expliquer les causes de cette « érosion des voix » par les troubles importants qui ont suivi le schisme religieux de 1791, consécutifs à la Constitution civile du clergé, ainsi que par la politisation mal vécue des enjeux locaux, mais fait aussi remarquer que les électeurs délaissent nettement les scrutins nationaux, préférant les élections où leurs intérêts se trouvent plus directement impliqués. Il mentionne aussi les traditions communalistes persistantes, surtout dans le midi, et ne manque pas de faire remarquer, comme Patrice Gueniffey, que les règles complexes et fastidieuses du scrutin, définies à l’échelle nationale, ont écarté les moins aisés que ce dernier identifie plutôt à un apprentissage politique imparfait, voire à une incapacité à assimiler les difficultés des arcanes du nouveau système, ou bien par l’indifférence, « manifestation d’un refus » d’une opposition liée au durcissement des luttes politiques ; Patrice Gueniffey ajoute cependant que la fuite du roi et la scission des Jacobins du 16 juillet suivant auraient pu aussi jouer un rôle important dans cette démobilisation qui démontre, selon lui, l’incapacité de la Révolution à enraciner les institutions nouvelles. Cette chute continue de la participation se confirmera avec les élections de 1792 et ne manquera pas d’inquiéter l’opinion cultivée qui voit le peuple français s’éloigner des pratiques politiques légales, permises par la Révolution de 1789, pour des méthodes plus radicales.
Malgré cette large abstention, les résultats du vote démontrent que des clivages politiques se font jour ; de ce fait, les Feuillants sont majoritaires dans 11 départements du Centre et du Sud alors que les villes élisent surtout des membres des Clubs : 5 députés sur 24 à Paris et 2 sur 15 à Lyon.

## Résultats
| Électeurs | Nombre    | Nombre |
| --------- | --------- | ------ |
| Votants   | 4 300 000 |        |

| Parti | Parti      | Votes     | %       | Sièges |
| ----- | ---------- | --------- | ------- | ------ |
|       | Marais     | 1 978 000 | 46.31 % | 345    |
|       | Feuillants | 1 505 000 | 35.44 % | 264    |
|       | Girondins  | 774 000   | 18.26 % | 136    |

## Analyse
Depuis la fusillade du Champ-de-Mars, le climat politique a changé et la majorité de l’opinion publique s’est ralliée aux « constitutionnels » ; ainsi les démocrates, qui contrôlent les Jacobins, semblent minoritaires dans la capitale. Les nouveaux élus sont presque tous des inconnus et leur réputation ne dépasse pas le cadre de leur ville ou de leur département. Tous ceux qui se sont illustrés à la Constituante, les Barnave, Lameth, Grégoire, Sieyès, Talleyrand, Buzot, ou même Robespierre, — qui se fera entendre du Club des Jacobins remis de la scission du 16 juillet précédent — ont quitté la scène. La place est libre pour des hommes nouveaux.
La première Assemblée élue — jamais réunie en France au terme d’une procédure constitutionnelle — de « type moderne » n’a pas, comme la Constituante, hérité de l’organisation spécifique des États généraux ; de ce fait, l’aristocratie comme le clergé s’y trouvent extrêmement réduits. Comme le désirent les Constituants l'Assemblée législative est une assemblée d'hommes nouveaux, expérimentés pour la plupart, la majorité de ces nouveaux élus a fait, depuis 1789, son apprentissage politique dans les assemblées communales et départementales. Aisés et plutôt jeunes, la moitié de ses membres ont moins de 30 ans et 65 d’entre eux moins de 26.
La droite absolutiste n’existe plus et la droite dure, « les Noirs », s’est dispersée et a perdu tout crédit depuis Varennes. La nouvelle droite est désormais représentée par les 260 membres des Feuillants, partisans sincères de la monarchie constitutionnelle et proches du roi ; le Centre ou Indépendants — que l’on commence à appeler le « Marais » et que l’on nomme aussi « parti constitutionnel » — représentent, avec 345 députés non inscrits, le groupe le plus important ; la gauche est représentée par 136 membres inscrit aux  Jacobins, presque essentiellement des futurs Girondins. L’extrême gauche, fort peu étoffée, est représentée par les révolutionnaires les plus avancés tels que Merlin de Thionville, Bazire et Chabot, « le trio cordelier » ainsi que Robert Lindet, Couthon et Carnot, tous partisans du suffrage universel. Leur influence sur l’Assemblée est presque nulle, mais, par contre, leur ascendant sur les clubs et les sociétés populaires est incontestable.
Dans la salle du Manège, où siègent les députés, la répartition s’effectue dans un premier temps au rythme des arrivées puis devient plus politique. Un côté droit se forme, puis un centre, puis un côté gauche ; le « trio Cordelier » siégeant sur la « Montagne ». Ce ne sont pas des « partis politiques » au sens moderne du terme, car ceux-ci vont générer de nombreux courants presque aussi abondants que les députés de l’Assemblée nationale; ainsi, nul relevé précis ne peut être établi pour définir avec clarté tous ces groupes, car aucun ne possède de ligne politique limpide tant leur instabilité est grande et leurs cheminements individuels rendent toute classification complexe.

## Une Assemblée de notables

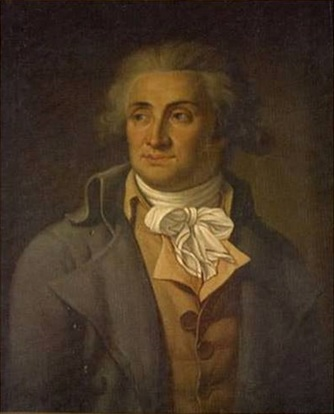
Nicolas de Condorcet, député Français puis Président de l'Assemblée Nationale de 1792 à 1794.

Cette Assemblée bourgeoise est représentée par de nombreux « gens à talents », constitués surtout par des hommes de loi, notaires ou avoués dont 20 % sont des avocats ; on y trouve également des médecins, des professeurs, des propriétaires fonciers, des militaires ou des journalistes, quelques savants comme le chimiste Guyton de Morveau, mandaté par le département des Côtes d’Or ; les représentants du négoce sont aussi représentés surtout par les élus des grandes villes portuaires. Les grands corps de la magistrature traditionnelle, les détenteurs d’offices, les porteurs de commissions ont disparu ; contrairement à la précédente législature, on n’y rencontre plus les grands noms de la noblesse ou de hauts dignitaires du clergé  qui ont fait la force de l’institution monarchique : l’Armée et l’Église n’y sont plus représentés que par 35 et 26 membres ; c’est une Assemblée de notables, et les journaux royalistes ne manquent pas de brocarder ces législateurs venus « en galoches et parapluies ».
Parmi ces nouveaux membres, on découvre des élus arrivés de la Gironde, comme Pierre Victurnien Vergniaud, Gensonné, Ducos, Guadet, Boyer-Fonfrède ou Grangeneuve, dont l’impulsion jusqu’en juin 1792 sera décisive, en partie recrutés parmi la petite bourgeoisie instruite mais pauvre qui s’est peu à peu constituée au XVIIIe siècle — avocats, nouvellistes, professeurs  — lesquels se trouvent proches de la bourgeoisie d’affaires — armateurs, négociants, banquiers — qui désire en finir avec la contre-révolution pour stabiliser l’assignat et profiter des institutions nouvelles ; toutefois, ces nouveaux venus ne forment pas de parti organisé — la Révolution en a réprouvé l’idée : les hommes de 1789 ne désirant aucun intermédiaire entre le citoyen et la souveraineté du peuple — et ont chacun la volonté bien arrêtée de ne suivre que la voie de leur conscience. Cependant, des affinités électives, des réunions informelles, des conférences, des dîners vont faire naître des groupes qui, très vite, se rapprocheront de Brissot, élu de Paris, et de ses amis dont Condorcet — qui a été élu difficilement, au troisième tour, le 26 septembre dans la capitale — regroupés autour du « Patriote français » dont l’influence est grande dans les milieux démocrates.
Animés par un enthousiasme démocratique, sinon pour quelques-uns républicain, beaucoup de ces nouveaux venus veulent pousser la Révolution beaucoup plus loin. La droite modérée, — sans aucun lien avec l’ancienne droite de la Constituante — fière de la Constitution qu’elle a donnée au pays, ne songe qu’à la faire respecter par ces nouveaux élus Jacobins et a peur d’une remise en cause populaire de ce nouvel ordre établi : pour cette nouvelle droite la Révolution s’est arrêtée en 1791. Ces Feuillants, puissants dans les ministères mais affaiblis à l’Assemblée par un manque criant d’hommes marquants, sont divisés. Néanmoins, leur représentation est assurée, dans la salle du Manège, par des chefs ou des orateurs de la noblesse et de la bourgeoisie comme Vaublanc ou Beugnot ou comme Dumas, Journu-Auber ou le comte de Jaucourt. Ils restent cependant en communication avec les anciens constituants — le triumvirat Barnave, Duport, ou Lameth — qui assurent les contacts avec la Cour.
Le Centre, qui se proclame indépendant car il ne fréquente pas les clubs, se trouve très attaché à la Révolution et, comme les Feuillants, dont il est proche par son attachement à la Constitution et à la stabilité sociale, souffre lui aussi d’un manque d’hommes marquants mais est néanmoins représenté par des notables comme Lacépède, Bigot de Préameneu ou Pastoret.
Pour cette première élection Patrice Gueniffey constate que ce qui est remarquable, dans la mainmise de la vie politique par les notables, — ce qui est dans la logique des événements, ceux-ci réunissant tout à la fois le temps, le goût et les moyens nécessaires pour la participation aux affaires publiques — c’est le regroupement si rapide d’une classe politique cohérente.

## Le suffrage censitaire de 1791: un rôle restrictif et démobilisateur?
Il s’avère, pour Patrice Gueniffey, qu’en instaurant le suffrage censitaire, les Constituants ont voulu faire preuve de prudence en  ôtant le pouvoir politique à l’influence des foules ignorantes offertes à toutes les surenchères sans, pour cela, enclencher une réaction contre la dynamique égalitaire que provoqua le choc révolutionnaire ; celui-ci, bien au contraire, voit dans ce mouvement le moyen qui permet de définir le suffrage censitaire comme un suffrage universel en devenir.
Pour ce dernier, le régime censitaire fait illusion en paraissant consacrer le pouvoir d’une aristocratie fiscale, car ce régime impose aux citoyens des démarches, parfois complexes, dont la première est d’abord de manifester la volonté, clairement exprimée, de participer à la vie politique en s’inscrivant sur les listes, puis en prêtant le serment civique. Le suffrage censitaire repose donc sur le volontariat, et il n’existe pas d’inscription automatique des citoyens qui s’acquitteraient de la contribution exigée.
Jacques Godechot fait cependant remarquer que la bourgeoisie libérale, maîtresse de l’Assemblée constituante, ne peut guère plus consentir au suffrage universel qu’à l’égalité économique et ajoute qu’elle n’accordera qu’avec répugnance l’égalité aux juifs et aux gens de couleur et refusera d’abolir l’esclavage.
Toutefois la question se pose sur le rôle que joua le suffrage censitaire dans le taux particulièrement bas des participants au choix des députés lors des élections à la Législative. Le chiffre des votants communément accepté  — avec des réserves sur les chiffres — est de moins de 3 000 000 de « passifs » et d’environ 4 000 000 « d’actifs ». En 1948, Jean Sentou, affirmait que dans un quartier de la ville de Toulouse, 40 % seulement des citoyens étaient « actifs » et payaient un impôt au-dessus de 3 livres, alors que la journée de travail  était fixée à 20 sols ; il s’avérait ainsi que les citoyens « actifs » étaient tous aisés.
Sans vouloir généraliser, Jacques Godechot nous apprend que les recherches qui ont été menées depuis cette époque ont permis d'éclairer le problème en établissant la nécessité de dissocier les villes - où la journée de travail étant fixée assez haut les citoyens aisés ont seuls le droit de vote – du milieu rural - où la journée de travail basée sur un niveau plus bas, trouvent, par rapport, des impôts plus élevés qui permettent aux électeurs de participer :  dans ce cas, le vote  a été largement plus répandu. Une recherche effectuée sur un village proche de Toulouse indique qu’on y recensait, en 1791, 96 % de citoyens « actifs » dont plus de 60 % de « brassiers » qui ne possédaient, pour tout bien, que leur maison et un lopin de terre.
Les conclusions sont identiques dans les études faites par Paul Bois, qui constate que pour l’ensemble des villages de la Sarthe il n’y a pratiquement pas de citoyens « passifs », et que, dans les campagnes, des laboureurs, des petits exploitants, des artisans ainsi que des journaliers ont pu être élus. Il semble donc, pour Jacques Godechot, qu’en l’état actuel des connaissances, dans le milieu rural en 1791, une grande majorité des citoyens aient été « actifs ». Il est donc révélateur, pour lui, que certains villages aient dénombré en 1790 une quantité supérieure de citoyens « actifs » qu’en 1795, alors qu’entre ces deux dates la population a augmenté, et qu’il suffit en 1795 de payer un impôt quelconque pour posséder le droit de vote. Cependant, à son avis, pour les villes, la situation est toute différente et a varié d’une agglomération à l’autre ; néanmoins, il semblerait que seuls, les vagabonds, les domestiques et les artisans pauvres n’ont pas pu voter en 1791. Toutefois les électeurs ne pouvaient élire directement que les membres des conseils municipaux, et les électeurs du second degré, ces derniers  étant choisis parmi les citoyens les plus aisés.
Même s’il se vérifie, comme l’écrit Michel Vovelle, que le régime censitaire  établi par la Constituante resserre sensiblement les limites du corps électoral, pour Jacques Godechot, force est de constater que ce régime n’a pas joué un rôle démobilisateur marquant car, d’une part, dans cette consultation la désaffection a touché autant les « actifs » que les « passifs » et, d'autre part, les élections de 1792 ne mobiliseront pas plus les ex-citoyens passifs malgré l’instauration du suffrage universel masculin : les causes de la démobilisation pour ces élections sont donc à chercher ailleurs. Il semblerait cependant que le caractère peu démocratique, qui est communément accolé à la Constitution de 1791, est dû surtout au système à deux degrés (qui se retrouve aussi dans l’élection de 1792) et au cens exigé des électeurs, mais non à la discrimination entre citoyens « actifs » ou « passifs ».